# 大邦一公
大邦 一公（おおくに いっこう、1900年1月1日 - 没年不詳）は、日本の俳優である。本名重浦 晃（しげうら あきら）、旧芸名大国 一郎（おおくに いちろう、大国 一朗とも）、大国 一公（おおくに いっこう）、大国 保（おおくに たもつ）。東宝の映画データベースは「大邦 一公」の読みを「おおくに かずきみ」としている。

## 人物・来歴
1900年（明治33年）1月1日、高知県に生まれる。
1920年代の初期から「大国 一郎」の芸名を名乗り、神奈川県横浜市山下町31番地（現在の同市中区元町1丁目77番地）で1920年（大正9年）4月に設立設立された大正活映（1922年製作中止）で映画に出演したり、地方巡業を行う劇団で実演をしていた。『日本映画俳優全集・男優編』（キネマ旬報社）および『芸能人物事典 明治大正昭和』（日外アソシエーツ）によれば、1926年（大正15年）、京都府京都市右京区御室のマキノ・プロダクションに入社、『鳴門秘帖』（監督沼田紅緑）に出演とされているが、日本映画データベースによれば、同年から翌1927年（昭和2年）にかけての時期は、当時、同プロダクションと密接な提携関係にあり、「マキノ東京派」と呼ばれた高松豊次郎が主宰するタカマツ・アズマプロダクションの製作するサイレント映画にもっぱら出演している。マキノ・プロダクション御室作品への出演が本格的に始まるのは、同年3月31日に公開されたマキノ正博監督の『謎の一夜』以降である。1928年（昭和3年）3月14日に公開された牧野省三監督による大作『忠魂義烈 実録忠臣蔵』には、「吉良の家来・和久牛太郎」役と「狂人・荒物屋千五郎」役の二役で出演している。同作は、マキノ正博が所長を務めたマキノ・プロダクション名古屋撮影所で松の廊下等のセットが組まれており、同じく同撮影所が製作、同年4月3日に公開された富沢進郎監督の『旋風児』にも出演した。同年秋には、東京府荏原郡蒲田町（現在の東京都大田区蒲田5丁目）にあった松竹蒲田撮影所に移籍した。同社では、現代劇の喜劇映画に多く助演した。
1934年（昭和9年）、日活が同年に北多摩郡調布町大字布田小島分（現在の東京都調布市多摩川6-1-1、角川大映撮影所）の日本映画撮影所を買収して開いた日活多摩川撮影所に移籍している。同社で初めてトーキー作品に出演した。その後、関西新派の女形・梅野井秀男の一座に招かれ、梅野井のお吉に大国がタウンゼント・ハリスを演じた『唐人お吉』の演目で、満州国（現在の中華人民共和国東北部）や日本統治時代の朝鮮を巡業する旅に出た時期があった。1938年（昭和13年）には、京都の日活京都撮影所に移籍、「大国 一公」と改名した。1942年（昭和17年）1月27日の戦時統合による大映の設立以降も継続入社、日活京都撮影所改め大映京都第一撮影所（のちの大映京都撮影所、現存せず）に所属して、脇役出演を続けた。
第二次世界大戦終結後は、当初、東京の東宝（現在の東宝スタジオ）に出演したが、やがて東宝争議により新東宝での出演が増え、1952年（昭和27年）には「大邦 一公」と改名した。1953年（昭和28年）秋からは拠点を京都に移し、大映京都撮影所、松竹京都撮影所、東映京都撮影所を渡り歩き、おもに時代劇の悪役を演じた。この時期、テレビ映画にも出演している。1964年（昭和39年）以降は、拠点を東京に移し、フリーランス的に仕事をした。満67歳となった1967年（昭和42年）7月11日に公開された成人映画『快楽の罠』に出演しているが、これは戦後の京都時代につきあいのあった深田金之助が製作・監督した作品であり、本作以降の出演記録は見当たらない。没年不詳。時期は不明であるが、女優の黒田記代（本名富田千代、1915年北海道札幌市生まれ）の実姉と結婚した。

## フィルモグラフィ
すべてクレジットは「出演」である。公開日の右側には役名、および東京国立近代美術館フィルムセンター（NFC）、マツダ映画社所蔵等の上映用プリントの現存状況についても記す。同センター等に所蔵されていないものは、とくに1940年代以前の作品についてはほぼ現存しないフィルムである。

### マキノ・プロダクション御室撮影所
特筆以外すべて製作は「マキノ・プロダクション御室撮影所」、すべて配給は「マキノ・プロダクション」、特筆以外すべてサイレント映画、すべて「大国一郎」名義である。
- 『銅銭会事変』 : 監督横田豊秋、製作タカマツ・アズマプロダクション、1926年7月1日公開 - 稲葉小僧新助
- 『涙の黎明』 : 監督友成用三、製作タカマツ・アズマプロダクション、1926年7月23日公開 - 不知火の伝造
- 『鳴門秘帖 第一篇』 : 監督沼田紅緑、1926年11月7日公開 - 俵一八郎
- 『鳴門秘帖 第二篇』 : 監督沼田紅緑、1926年11月21日公開 - 俵一八郎
- 『流転地獄』 : 監督高松操、製作タカマツ・アズマプロダクション、1926年製作・公開 - 鈴木一郎衛
- 『鳴門秘帖 第三篇』 : 監督沼田紅緑、1927年2月9日公開 - 俵一八郎
- 『辻切縦横組』 : 監督荒川清、製作タカマツ・アズマプロダクション、1927年3月25日公開 - 口入屋千八
- 『二人の女性』 : 監督友成用三、製作タカマツ・アズマプロダクション、1927年製作・公開 - 隅田寅二
- 『謎の一夜』 : 監督マキノ正博、1927年3月31日公開 - 運転手
- 『新生の妻』 : 監督高見貞衛、1927年4月15日公開 - 斎藤博
- 『隼 前篇』 : 監督高見貞衛、1927年5月13日公開 - 飯島剛造
- 『鳴門秘帖 第四篇』 : 監督城戸品郎、1927年5月27日公開 - 俵一八郎
- 『鳴門秘帖 第五篇』 : 監督城戸品郎、1927年6月3日公開 - 俵一八郎
- 『鳴門秘帖 第六篇』 : 監督城戸品郎、1927年7月14日公開 - 俵一八郎
- 『闘争曲線』 : 監督小石栄一、1927年9月1日公開 - メキシコの憲
- 『砂絵呪縛 第一篇』 : 監督金森万象、1927年9月8日公開 - お庭番 関仙兵衛
- 『鳴門秘帖 最終篇』 : 監督城戸品郎、1927年9月15日公開 - 俵一八郎
- 『黒怪流星』 : 監督富沢進郎、1927年10月7日公開 - 杉浦建之助
- 『孤島の勇者』 : 監督富沢進郎、1927年11月11日公開
- 『忠魂義烈 実録忠臣蔵』 : 監督牧野省三、1928年3月14日公開 - 吉良の家来和久牛太郎・狂人荒物屋千五郎（二役）、78分尺で現存（NFC所蔵[11]）
- 『旋風児』 : 監督富沢進郎、製作マキノ・プロダクション名古屋撮影所、1928年4月3日公開

### 松竹蒲田撮影所

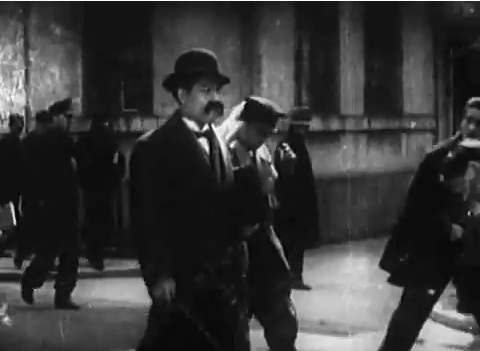
『学生ロマンス 若き日』（1929年）で「ムジナ」と呼ばれるヒゲの教授（中央）を演じた。満29歳。

特筆以外すべて製作は「松竹蒲田撮影所」、すべて配給は「松竹キネマ」、すべてサイレント映画、特筆以外すべて「大国一郎」名義である。
- 『引越し夫婦』 : 監督小津安二郎、1928年9月28日公開 - 家主甚兵衛
- 『山彦』 : 監督清水宏、1928年10月20日公開 - 家扶赤石
- 『街の抒情詩』 : 監督重宗務、1929年4月6日公開
- 『学生ロマンス 若き日』 : 監督小津安二郎、1929年4月13日公開 - 教授・穴山、103分尺で現存（NFC所蔵[11]）
- 『和製喧嘩友達』 : 監督小津安二郎、1929年7月5日公開 - 事務員富田、14分尺で現存（NFC所蔵[11]）
- 『酬ひられぬ人』 : 監督今野不二夫、1929年7月27日公開
- 『現代婿選び』 : 監督佐々木恒次郎、1929年9月6日公開
- 『大逆倫』 : 監督勝見正義、製作勝見庸太郎プロダクション、配給マキノプロダクション、1929年11月22日公開 - 松前鉄之助
- 『ちょっと出ました三角野郎』 : 監督佐々木恒次郎、1930年1月5日公開 - 三吉（準主演）、55分尺で現存（NFC所蔵[11]）
- 『落第はしたけれど』 : 監督小津安二郎、1930年4月11日公開 - 教授、77分尺で現存（NFC所蔵[11]）
- 『会社員首よけ戦術』 : 監督野村員彦（野村浩将）、1930年8月1日公開
- 『押切新婚記』 : 監督成瀬巳喜男、1930年8月29日公開 - 事務員・宮本
- 『足に触った幸運』 : 監督小津安二郎、1930年10月3日公開 - 久保井
- 『恋の借金狂ひの戦術』 : 監督斎藤寅次郎、1930年10月10日公開
- 『若者よなぜ泣くか』 : 監督牛原虚彦、1930年11月15日公開 - 上杉家秘書、193分尺で現存（NFC所蔵[11]）
- 『煙突男』 : 監督斎藤寅次郎、1930年12月5日公開
- 『お嬢さん』 : 監督小津安二郎、1930年12月12日公開 - 古参記者
- 『出戻り歓迎』 : 監督石川和雄、1931年3月製作・公開
- 『何が彼女を裸にしたか』 : 監督斎藤寅次郎、1931年8月15日公開
- 『夜はお静かに』 : 監督佐々木康、1932年1月14日公開 - 倉本巡査
- 『三太郎満州出征』 : 監督斎藤寅次郎、1932年2月4日公開
- 『陽気なお嬢さん』 : 監督重宗務、1932年6月3日公開 - 課長
- 『チャップリンよなぜ泣くか』 : 監督斎藤寅次郎、1932年7月8日公開
- 『スットン狂』 : 監督斎藤寅次郎、1932年12月26日公開
- 『夜ごとの夢』 : 監督成瀬巳喜男、1933年6月8日公開 - 人事係、64分尺で現存（NFC所蔵[11]）
- 『僕の丸髷』 : 監督成瀬巳喜男、1933年9月21日公開 - 社長（「大国一朗」表記）

### 日活多摩川撮影所
特筆以外すべて製作は「日活多摩川撮影所」、すべて配給は「日活」、特筆以外すべてトーキー、すべて「大国一郎」名義である。
- 『金色の蜃気楼』 : 監督清瀬英次郎、サイレント映画、1935年2月21日公開 - 根津さん
- 『召集令』 : 監督渡辺邦男、部分発声版（パートトーキー）、1935年3月14日公開 - 第二軍司令官
- 『うら街の交響楽』 : 監督渡辺邦男、1935年5月15日公開 - 下宿の主人
- 『十二番の聖歌』 : 監督吉村廉、サウンド版、1935年8月22日公開 - 山本
- 『人生天気予報』 : 監督清瀬英次郎、1935年9月12日公開 - 岩崎泰次郎
- 『風流深川唄』 : 監督清瀬英次郎、1936年8月14日公開 - 早川
- 『口笛吹いて百万両』 : 監督倉田文人、1936年10月23日公開 - 伊東
- 『高橋是清自伝 前後篇』 : 監督渡辺邦男、1936年11月19日公開 - 田島
- 『検事とその妹』 : 監督渡辺邦男、製作写真化学研究所・日活・テイチク、配給日活、1936年製作・1937年1月14日公開 - 平野
- 『坊ちゃん重役』 : 監督田口哲、1937年6月24日公開 - 専務・星野
- 『そんなの嫌ひ』 : 監督水ヶ江龍一、1937年8月12日公開 - 課長
- 『警官挺身隊』 : 監督伊賀山正徳、1937年12月1日公開 - 司法主任

### 日活京都撮影所
特筆以外すべて製作は「日活京都撮影所」、すべて配給は「京都」、すべてトーキー、「大国一公」名義である。
- 『赤垣源蔵』（戦後改題『忠臣蔵 赤垣源蔵 討入り前夜』） : 監督池田富保、1938年11月17日公開（戦後版1954年11月30日公開） - 戸田源兵衛
- 『荒獅子』 : 監督松田定次、1938年12月15日公開 - 千塚小太郎
- 『魔像』（『大岡政談 魔像』[8]） : 監督稲垣浩、1938年12月31日公開 - 光明寺大成

- 『続魔像 茨右近』 : 監督稲垣浩、1939年1月14日公開 - 光明寺大成
- 『股旅の唄』 : 監督松田定次、1939年3月23日公開 - 脇侍・清水三左衛門
- 『江戸の悪太郎』 : 監督マキノ正博、1939年5月4日公開 - 戸川左近太郎、84分尺で現存（NFC所蔵[11]）
- 『鞍馬天狗 江戸日記』 : 監督松田定次、1939年7月1日公開 - 植村芳太郎
- 『山彦呪文』 : 監督菅沼完二、1939年8月10日公開 - 中泉大和
- 『うぐいす侍』（『うぐひす侍』[8]） : 監督丸根賛太郎、1939年8月31日公開 - 黒高斡之進
- 『戦鼓』 : 監督倉谷勇、1939年9月14日公開 - 隊士・大庭
- 『無明有明 前篇』 : 監督松田定次、1939年10月19日公開 - 金菱の八右衛門
- 『三味線武士』 : 監督衣笠十四三、1939年11月15日公開 - 松平下総守、86分尺で現存（NFC所蔵[11]）
- 『海援隊』 : 監督辻吉朗、1939年11月30日公開 - 教官・西川
- 『無明有明 後篇』 : 監督松田定次、1939年12月1日公開 - 金菱の八右衛門
- 『純情一代男』 : 監督松田定次、1939年12月21日公開 - 熊野八右衛門
- 『鍔鳴浪人 前篇』 : 監督荒井良平、1939年12月30日公開 - 益満休之助

- 『鍔鳴浪人 後篇』 : 監督荒井良平、1940年1月6日公開 - 益満休之助
- 『乱れ柳女仇討』 : 監督衣笠利彦（衣笠十四三）、1940年1月10日公開 - 輪田進藤太
- 『涙の捕縄』 : 監督松田定次、1940年2月1日公開 - 黒門町甚兵衛
- 『元禄武士道』 : 監督倉谷勇、1940年2月22日公開 - 小林平八郎
- 『右門捕物帖 金色の鬼』 : 監督丸根賛太郎、1940年3月7日公開 - 戸川周平
- 『仇討交響楽』 : 監督丸根賛太郎、1940年5月11日公開 - 親方常右衛門
- 『大楠公』 : 監督池田富保、1940年6月16日公開 - 久我道長卿
- 『主従無上』 : 監督田崎浩一、1940年7月6日公開 - 妹尾太左衛門
- 『折鶴秘帖』 : 監督紙恭平、1940年7月13日公開 - 土屋讃岐守（大目付）
- 『牢獄の狼』 : 監督松田定次、1940年8月1日公開 - 亭主・八兵衛
- 『血煙神田祭』 : 監督菅沼完二・田崎浩一、1940年8月8日公開 - 善助
- 『浪曲一代男』 : 監督組田彰造、1940年8月29日公開 - 座元
- 『護国の鬼』 : 監督松田定次・倉谷勇、1940年9月5日公開 - 坂本竜馬
- 『まぼろし城 第一部』（『まぼろし城 第一話 飛騨の渦潮』[8]） : 監督組田影造（組田彰造）、1940年10月10日公開 - 乾兵庫
- 『鳥人』 : 監督丸根賛太郎、1940年10月24日公開 - 経堂重兵衛
- 『北海に叫ぶ武士』 : 監督松田定次、1940年10月28日公開 - 八幡屋六右衛門（廻船問屋）
- 『まぼろし城 第二部』（『まぼろし城 第二話 死の旋風』[8]） : 監督組田影造、1940年11月1日公開 - 乾兵庫
- 『まぼろし城 第三部』（『まぼろし城 解決篇 木曽路の凱歌』[8]） : 監督組田影造、1940年11月23日公開 - 乾兵庫
- 『北海に叫ぶ武士』 : 監督松田定次、1940年11月28日公開 - 廻船問屋・八幡屋六右衛門
- 『天保異変 かんざし地蔵』 : 監督衣笠十四三、1940年12月25日公開 - 牧静馬
- 『右門江戸姿』 : 監督田崎浩一、1940年12月30日公開 - 吉沢主膳
- 『神変麝香猫 第一篇 地獄の門』 : 監督荒井良平、1940年12月30日公開 - 画猫道人

- 『討入前夜』 : 監督丸根賛太郎、1941年1月14日公開 - 前原伊助
- 『神変麝香猫 解決篇』 : 監督荒井良平、1941年3月15日公開 - 画猫道人
- 『天兵童子 第一話 幼き英雄』 : 監督組田影造、1941年5月11日公開 - 清水宗春
- 『柳生月影抄』 : 監督荒井良平、1941年6月1日公開 - 供侍平山
- 『天兵童子 第二話 日本の子』 : 監督組田影造、1941年6月1日公開 - 清水宗春
- 『英雄峠』 : 監督丸根賛太郎、1941年6月12日公開 - 平山平助
- 『天兵童子 第三話 勇む童心』 : 監督組田影造、1941年6月19日公開 - 清水宗春
- 『姿なき復讐 第一部・激浪の闇 第二部・戦慄の街』 : 監督松田定次、1941年7月8日公開 - 鮫島貞三
- 『鞍馬天狗 薩摩の密使』 : 監督菅沼完二、1941年7月14日公開 - 勝安房守
- 『右門捕物帖 幽霊水芸師』 : 監督菅沼完二、1941年8月14日公開 - 八幡屋荘兵衛、10分尺の断片のみが現存（NFC所蔵[11]）
- 『天兵童子 第四話 甦る力』 : 監督組田影造、1941年8月14日公開 - 清水宗春
- 『関東剣豪陣』 : 監督田崎浩一、1941年8月24日公開
- 『決戦奇兵隊』 : 監督丸根賛太郎、応援監督田崎浩一、1941年12月30日公開 - 黒住弦二郎、12分尺の断片のみが現存（NFC所蔵[11]）

- 『江戸の龍虎』 : 監督丸根賛太郎、1942年2月19日公開 - 水戸齋修
- 『宮本武蔵 一乗寺決闘』 : 監督稲垣浩、1942年3月25日公開 - 烏丸光広卿、88分尺で現存（NFC所蔵[11]）

### 大映京都第一撮影所
特筆以外すべて製作は「大映京都第一撮影所」、すべて配給は「映画配給社」、以下すべてトーキー、「大国一公」名義である。
- 『維新の曲』 : 監督牛原虚彦、応援監督木村恵吾、製作大映京都撮影所、1942年5月14日公開 - 松平慶永、113分尺で現存（NFC所蔵[11]）
- 『独眼龍政宗』 : 監督稲垣浩、1942年7月2日公開
- 『伊賀の水月』 : 監督池田富保、製作大映京都撮影所、1942年8月13日公開 - 成瀬隼人正
- 『三代の盃』 : 監督森一生、製作大映京都撮影所、1942年12月11日公開
- 『富士に立つ影』 : 監督池田富保・白井戦太郎、製作大映京都撮影所、1942年12月27日公開 - 玉置左内
- 『二刀流開眼』 : 監督伊藤大輔、1943年5月13日公開 - 庄田喜左衛門、91分尺で現存（NFC所蔵[11]）
- 『マリア・ルーズ號事件 奴隷船』 : 監督丸根賛太郎、製作大映京都撮影所、1943年9月2日公開 - ウッドマン

### 東宝
特筆以外すべて製作・配給は「東宝」、芸名が途中で「大国一公」から「大邦一公」名義に変更された。
大国一公 名義
- 『おスミの持参金』  : 監督滝沢英輔、1947年9月2日公開 - 刑事
- 『異国の丘』  : 監督渡辺邦男、製作新東宝・渡辺プロダクション（渡辺邦男）、配給東宝、1949年4月25日公開 - 世話部の係、90分尺で現存（NFC所蔵[11]）
- 『右門捕物帖 伊豆の旅日記』（『右門伊豆の旅日記』[3]） : 監督並木鏡太郎、製作・配給新東宝、1950年3月20日公開 - 仁吉
- 『大岡政談 将軍は夜踊る』 : 監督丸根賛太郎、1950年5月27日公開 - 菜左衛門
- 『佐々木小次郎』 : 監督稲垣浩、製作東宝・森田プロダクション（森田信義）、配給東宝、1950年12月19日公開 - 山崎左近将監
- 『髭のある天使』 : 監督田尻繁、製作都映画社・東宝、配給東宝、1951年 - 大国先生
- 『宝塚夫人』  : 監督小田基義、製作綜芸プロダクション・東宝、1951年3月3日公開 - 顔役
- 『私はシベリヤの捕虜だった』 : 監督志村敏夫・阿部豊、製作シュウタグチプロダクション、配給東宝、1952年4月3日公開 - 栗原大尉

大邦一公 名義
- 『四十八人目の男』 : 監督佐伯清、1952年6月26日公開 - 井口嘉兵衛
- 『次郎長三国志 第一部 次郎長売出す』 : 監督マキノ雅弘（マキノ正博）、1952年12月4日公開 - 馬定、82分尺で現存（NFC所蔵[11]）
- 『びっくり六兵衛』 : 監督組田影造、製作東京映画、配給東宝、1953年1月3日公開 - 医者玄沢
- 『親分の青春』 : 監督村田武雄、製作東京映画、配給東宝、1953年1月15日公開
- 『江戸ッ子判官』（『江戸っ子判官』） : 監督中川信夫、1953年2月5日公開 - 寄席の頭取
- 『恋人のいる街』 : 監督阿部豊、製作東京映画、配給東宝、1953年2月19日公開 - 街の紳士
- 『總理大臣の恋文』（ラブレター） : 監督斎藤寅次郎、1953年2月25日公開 - 浦田千兵衛
- 『逃亡地帶』 : 監督杉江敏男、製作東京映画、配給東宝、1953年3月19日公開
- 『安五郎出世』 : 監督滝沢英輔、1953年4月22日公開
- 『続 浮雲日記』 : 監督並木鏡太郎、製作東京映画、配給東宝、1953年5月20日公開 - 壮士栗山
- 『戦艦大和』 : 監督阿部豊、製作・配給新東宝、1953年6月15日公開 - 老兵、101分尺で現存（NFC所蔵[11]）

### 大映京都撮影所

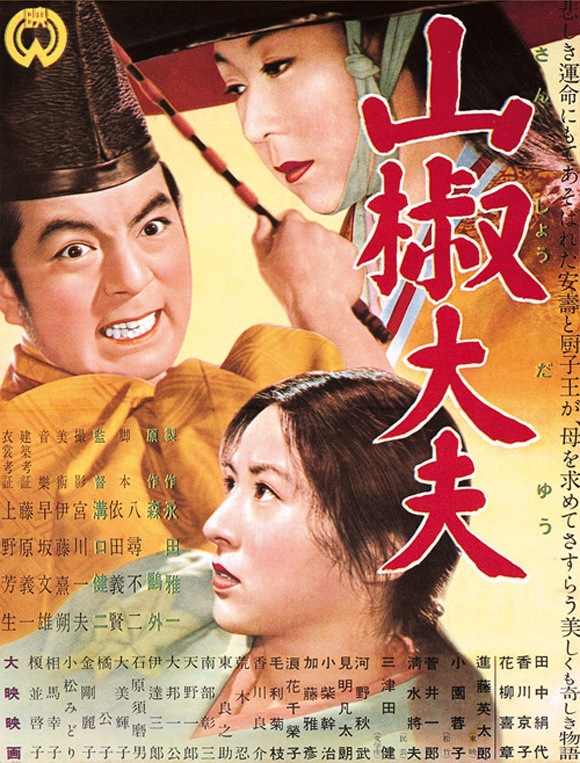
『山椒大夫』（1954年）のポスター。

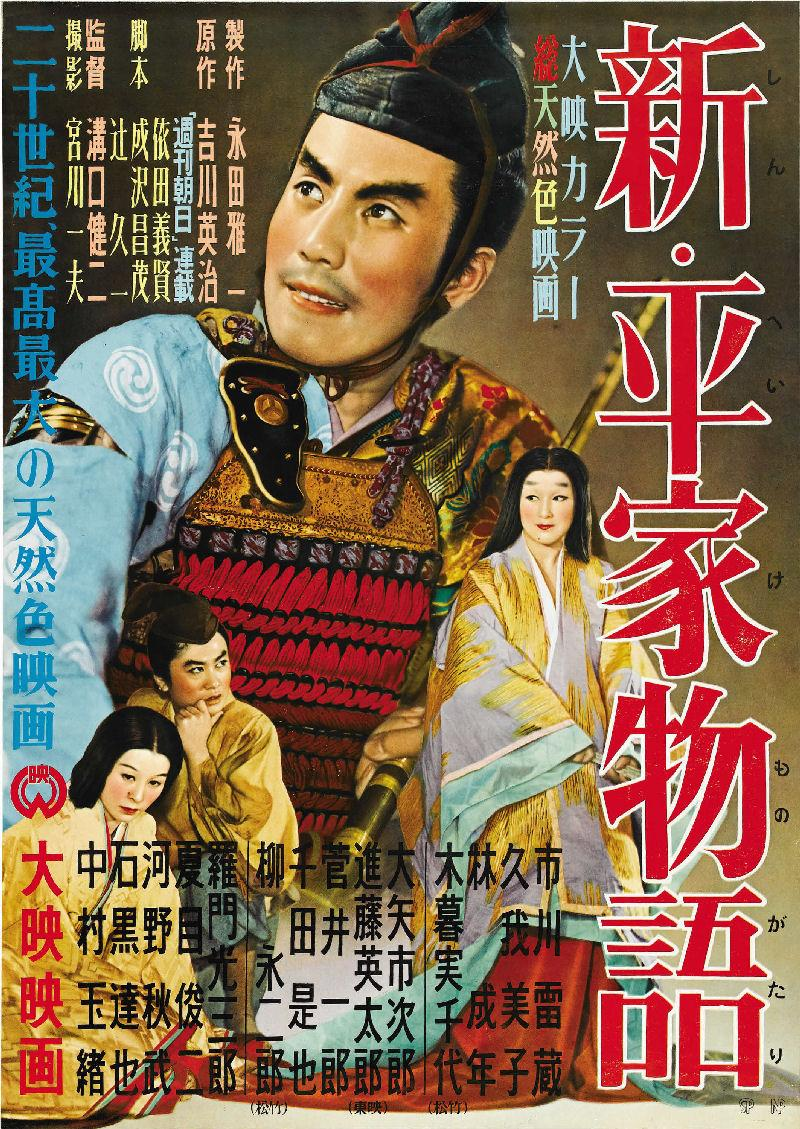
『新・平家物語』（1955年）のポスター。

特筆以外すべて製作は「大映京都撮影所」、すべて配給は「大映」、すべて「大邦一公」名義である。
- 『モンテンルパ 望郷の歌』 : 監督村田武雄、製作重宗プロダクション（重宗和伸）、1953年7月22日公開 - 谷
- 『地雷火組』 : 監督並木鏡太郎、製作宝プロダクション、配給東映、1953年8月4日公開 - 三村、80分尺で現存（NFC所蔵[11]）
- 『薔薇と拳銃』 : 監督志村敏夫、製作新生プロダクション、配給東映、1953年9月22日公開 - 役名不明、86分尺で現存（NFC所蔵[11]）
- 『新書太閤記 急襲桶狭間』 : 監督松田定次、製作東映京都撮影所、配給東映、1953年9月30日公開 - 雪斎和尚
- 『危うし! 鞍馬天狗』 : 監督萩原遼、製作東映京都撮影所、配給東映、1953年10月20日公開 - 津軽屋伝蔵
- 『山を守る兄弟』 : 監督松田定次、製作松竹京都撮影所、配給松竹、1953年10月27日公開 - 郷原彌十郎
- 『北海の虎』 : 監督田中重雄、製作東京映画、配給東宝、1953年11月17日公開 - 伊谷漁業部の幹部
- 『逆襲! 鞍馬天狗』 : 監督萩原遼、製作東映京都撮影所、配給東映、1953年12月15日公開 - 津軽屋伝吉

- 『慶安水滸伝』 : 監督野村芳太郎、製作松竹京都撮影所、配給松竹、1954年1月21日公開 - 武下舎人
- 『近世名勝負物語　秩父水滸伝』 : 監督小石栄一、製作東映東京撮影所、配給東映、1954年2月17日公開 - 三浦虎次郎
- 『水戸黄門漫遊記 女郎蜘蛛の巻 妖血復讐鬼の巻 破邪義剣の巻』 : 監督伊賀山正徳、1954年2月24日公開 - 相川十内
- 『山椒大夫』 : 監督溝口健二、1954年3月3日公開 - 判官代則村、124分尺で現存（NFC所蔵[11]）
- 『舞妓物語』 : 監督安田公義、1954年5月3日公開 - 牧原修平
- 『剣侠江戸紫』（『劍俠江戸紫』[11]） : 監督並木鏡太郎、製作・配給新東宝、1954年5月10日公開 - 役名不明、112分尺で現存（NFC所蔵[11]）
- 『投げ唄左門一番手柄 死美人屋敷』 : 監督荒井良平、1954年5月23日公開 - 五兵衛
- 『風流あじろ笠』 : 監督丸根賛太郎、製作宝塚映画製作所、配給東宝、1954年5月26日公開 - 向坂 [9]
- 『影法師一番手柄 妖異忠臣蔵』 : 監督松田定次、製作東映京都撮影所、配給東映、1954年7月13日公開 - 大槻平馬
- 『怪猫岡崎騒動』 : 監督加戸敏、1954年7月21日公開 - 千曲
- 『鞍馬天狗 疾風八百八町』 : 監督志村敏夫、製作宝塚映画製作所、配給東宝、1954年7月21日公開 - 旗本 [9]
- 『投げ唄左門二番手柄 釣天井の佝僂男』 : 監督荒井良平、1954年7月28日公開 - 三浦哲翁
- 『鉄火奉行』 : 監督衣笠貞之助、1954年8月11日公開 - 医師丹庵
- 『右門捕物帖 まぼろし変化』 : 監督丸根賛太郎、製作宝塚映画製作所、配給東宝、1954年9月6日公開 - 水蔭和尚 [9]
- 『銭形平次捕物控 幽霊大名』 : 監督弘津三男、1954年9月29日公開
- 『伊達騒動 母御殿』 : 監督安田公義、1954年10月13日公開 - 片倉小十郎、35分尺で現存（NFC所蔵[11]）
- 『お富さん』 : 監督天野信、1954年11月3日公開 - 越前屋甚兵衛
- 『照る日くもる日 前篇』 : 監督志村敏夫、製作宝塚映画製作所、配給東宝、1954年12月8日公開 - 坂本龍馬
- 『照る日くもる日 後篇』 : 監督志村敏夫、製作宝塚映画製作所、配給東宝、1954年12月15日公開 - 坂本龍馬
- 『怪猫逢魔ヶ辻』 : 監督加戸敏、1954年12月29日公開 - 大久保左内

- 『伊太郎獅子』 : 監督田坂勝彦、1955年1月3日公開 - 鶴田
- 『地獄谷の花嫁』 : 監督荒井良平、1955年1月22日公開 - 朝日奈河内守
- 『次男坊鴉』 : 監督弘津三男、1955年1月29日公開
- 『戦国秘聞』 : 監督大岩大介、製作リリア・アルバ映画、配給共和映画、1952年10月30日完成・1955年2月25日公開 - 天城軍十郎
- 『花ざかり男一代』 : 監督森一生、1955年2月26日公開
- 『天下を狙う美少年』 : 監督荒井良平、1955年4月8日公開 - 常楽院天忠
- 『つばくろ笠』 : 監督田坂勝彦、1955年5月15日公開 - 国家老平松十太夫
- 『海の小扇太』 : 監督志村敏夫、製作宝塚映画製作所、配給東宝、1955年6月29日公開 - 側用人荒木新兵衛 [9]
- 『銭形平次捕物控 どくろ駕籠』 : 監督田坂勝彦、1955年7月12日公開 - 梅木道庵
- 『疾風の晴太郎』 : 監督佐藤幸也、製作宝塚映画製作所、配給東宝、1955年7月12日公開 - 根津の勘八
- 『花の二十八人衆』 : 監督斎藤寅次郎、1955年8月9日公開 - 保下田の久六
- 『綱渡り見世物侍』 : 監督加戸敏、1955年9月6日公開 - 広瀬主膳
- 『長崎の夜』 : 監督森一生、1955年9月13日公開 - 警察署長、88分尺で現存（NFC所蔵[11]）
- 『新・平家物語』 : 監督溝口健二、1955年9月21日公開 - 市場の商人、107分尺で現存（NFC所蔵[11]）
- 『悪太郎売出す』 : 監督荒井良平、1955年10月19日公開 - 平本平助
- 『荒獅子判官』 : 監督佐々木康、製作東映京都撮影所、配給東映、1955年11月8日公開 - 田口加賀守
- 『怪盗と判官』 : 監督加戸敏、1955年12月7日公開 - 村雨藤五郎
- 『元禄美少年記』（『元禄美少年録』） : 監督伊藤大輔、製作松竹京都撮影所、配給松竹、1955年12月21日公開 - 廣瀬半助、108分尺で現存（NFC所蔵[11]）

- 『黒田騒動』 : 監督内田吐夢、製作東映京都撮影所、配給東映、1956年1月8日公開 - 阿部忠利、108分尺で現存（NFC所蔵[11]）
- 『まらそん侍』 : 監督森一生、1956年2月5日公開 - 政五郎
- 『旅がらす伊太郎』 : 監督野村芳太郎、製作松竹京都撮影所、配給松竹、1956年3月4日公開 - 乾分半次
- 『隠密七生記 剣雲碓氷峠の乱陣』 : 監督渡辺邦男、製作・配給新東宝、1956年3月27日公開 - 牧兵六
- 『浅太郎鴉』 : 監督三隅研次、1956年3月28日公開 - 中山誠一郎
- 『続隠密七生記 龍攘虎搏の決戦』 : 監督渡辺邦男、製作・配給新東宝、1956年4月1日公開 - 牧兵六

### 東映京都撮影所
特筆以外すべて製作は「東映京都撮影所」、すべて配給は「東映」、すべて「大邦一公」名義である。
- 『長脇差奉行』 : 監督小沢茂弘、1956年4月11日公開 - 弥市
- 『鼠小僧忍び込み控』 : 監督加戸敏、製作大映京都撮影所、配給大映、1956年5月11日公開 - 河内屋大番頭清造
- 『水戸黄門漫遊記 怪猫乱舞』 : 監督伊賀山正徳、1956年7月12日公開 - 奥山三竹
- 『花頭巾』 : 監督田坂勝彦、製作大映京都撮影所、配給大映、1956年7月25日公開 - 団屋弥市（回船問屋）
- 『銭形平次捕物控 人肌蜘蛛』 : 監督森一生、製作大映京都撮影所、配給大映、1956年8月14日公開 - 松島外記、82分尺で現存（NFC所蔵[11]）
- 『風雲黒潮丸 完結篇 南海の若武者』（『南海の若武者物語 風雲黒潮丸』[3]） : 監督深田金之助、1956年8月8日公開 - 高島左近
- 『水戸黄門漫遊記 人喰い狒々』 : 監督伊賀山正徳、1956年8月15日公開 - 木村又左衛門
- 『鶴八鶴次郎』 : 監督大曾根辰夫、製作松竹京都撮影所、配給松竹、1956年9月19日公開 - ごろん棒、125分尺で現存（NFC所蔵[11]）
- 『水戸黄門漫遊記 鳴門の妖鬼』 : 監督伊賀山正徳、1956年9月26日公開 - 岩橋軍太夫
- 『御存じ快傑黒頭巾 神出鬼没』 : 監督深田金之助、1956年10月2日公開 - 泉屋吉兵衛
- 『月形半平太 花の巻 嵐の巻』 : 監督衣笠貞之助、製作大映京都撮影所、配給大映、1956年10月17日公開 - 戸部伸吾
- 『相馬の唄祭』 : 監督酒井辰雄、製作松竹京都撮影所、配給松竹、1956年12月28日公開 - 武藤十源太

- 『りんどう鴉』 : 監督福田晴一、製作松竹京都撮影所、配給松竹、1957年1月15日公開 - 浜田十太夫
- 『旗本退屈男 謎の紅蓮塔』 : 監督松田定次、1957年1月15日公開 - 平川鉄心斎
- 『鼠小僧忍び込み控 子の刻参上』 : 監督田坂勝彦、製作大映京都撮影所、配給大映、1957年1月29日公開 - 佐久馬源之進（北町奉行筆頭与力）
- 『花まつり男道中』 : 監督小沢茂弘、1957年1月29日公開 - 磯松
- 『大名囃子 前後篇』 : 監督佐々木康、1957年3月13日公開 - 永井三郎兵衛
- 『鳳城の花嫁』 : 監督松田定次、1957年4月2日公開 - 熊野主膳、85分尺で現存（NFC所蔵[11]）
- 『折鶴さんど笠』 : 監督福田晴一、製作松竹京都撮影所、配給松竹、1957年5月7日公開 - 強羅市之丞
- 『怪猫夜泣き沼』 : 監督田坂勝彦、製作大映京都撮影所、配給大映、1957年6月18日公開 - 磯早豊前
- 『仇討崇禅寺馬場』 : 監督マキノ雅弘、1957年6月25日公開 - 柳生侯、92分尺で現存（NFC所蔵[11]）
- 『赤城の血煙 国定忠治』 : 監督福田晴一、製作松竹京都撮影所、配給松竹、1957年7月1日公開 - 中山誠一郎
- 『緋ぼたん肌』 : 監督萩原遼、1957年7月2日公開 - 阿部豊後守
- 『大菩薩峠』 : 監督内田吐夢、1957年7月13日公開 - 紀州藩士、119分尺で現存（NFC所蔵[11]）
- 『雪姫七変化』 : 監督伊賀山正光（伊賀山正徳）、1957年7月23日公開 - 藤川三郎兵衛
- 『伝七捕物帖 銀蛇呪文』 : 監督福田晴一、製作松竹京都撮影所、配給松竹、1957年9月22日公開 - 近江屋惣右衛門
- 『次郎長外伝 石松と追分三五郎』 : 監督倉橋良介、製作松竹京都撮影所、配給松竹、1957年10月23日公開 - 黒駒の勝蔵
- 『朝晴れ鷹』 : 監督松村昌治、1957年12月1日公開 - 赤尾伝蔵
- 『赤城の子守唄』 : 監督芦原正、製作松竹京都撮影所、配給松竹、1957年12月10日公開 - 清水の岩鉄

- 『伝七捕物帖 髑髏狂女』 : 監督福田晴一、製作松竹京都撮影所、配給松竹、1958年1月9日公開 - 家老山根将監
- 『江戸群盗傳』 : 監督福田晴一、製作松竹京都撮影所、配給松竹、1958年4月1日公開 - 皆次
- 『二等兵物語 死んだら神様の巻』 : 監督福田晴一、製作松竹京都撮影所、配給松竹、1958年4月20日公開 - 小倉大佐
- 『天保水滸伝』 : 監督渡辺邦男、製作松竹京都撮影所、配給松竹、1958年5月13日公開 - 清水の次郎長
- 『大岡政談 謎の逢びき』 : 監督福田晴一、製作松竹京都撮影所、配給松竹、1958年7月13日公開 - 三国屋
- 『太閤記』 : 監督大曾根辰夫、製作松竹京都撮影所、配給松竹、1958年8月10日公開 - 役名不明、100分尺で現存（NFC所蔵[11]）
- 『浮世風呂』 : 監督木村恵吾、製作松竹京都撮影所、配給松竹、1958年8月24日公開 - 田辺吉十郎
- 『大東京誕生 大江戸の鐘 風雲篇 開花篇』 : 監督大曾根辰夫、製作松竹京都撮影所、配給松竹、1958年9月30日公開 - 竹中丹後守
- 『水戸黄門漫遊記』 : 監督福田晴一、製作松竹京都撮影所、配給松竹、1958年11月11日公開 - 赤松大五郎
- 『大盗小盗』 : 監督酒井欣也、製作松竹京都撮影所、配給松竹、1958年11月30日公開 - 庄屋儀右衛門
- 『七人若衆大いに売り出す』 : 監督倉橋良介、製作松竹京都撮影所、配給松竹、1958年12月21日公開 - 滝川の吉蔵
- 『忠臣蔵 暁の陣太鼓』 : 監督倉橋良介、製作松竹京都撮影所、配給松竹、1958年12月21日公開 - 村上庄左衛門
- 『二等兵物語 あゝ戦友の巻』 : 監督福田晴一、製作松竹京都撮影所、配給松竹、1958年12月28日公開 - 連隊本部連隊長仙波大佐

- 『朝やけ雲の決闘』 : 監督萩原遼、製作松竹京都撮影所、配給松竹、1959年1月22日公開 - 石山外記
- 『伝七捕物帖 女肌地獄』 : 監督酒井欣也、製作松竹京都撮影所、配給松竹、1959年2月10日公開 - 田島備中守
- 『かた破り道中記』 : 監督福田晴一、製作松竹京都撮影所・関西喜劇人協会、配給松竹、1959年3月17日公開 - 北山内膳正
- 『あばれ街道』 : 監督小沢茂弘、1959年3月25日公開 - 馬子
- 『修羅桜』 : 監督大曾根辰夫、製作松竹京都撮影所、配給松竹、1959年4月5日公開 - 平賀主膳
- 『二等兵物語 万事要領の巻』 : 監督福田晴一、製作松竹京都撮影所、配給松竹、1959年4月19日公開 - 甚太郎
- 『伊達騒動 風雲六十二万石』 : 監督佐伯清、1959年6月23日公開 - 稲葉美濃守
- 『旗本退屈男 謎の大文字』 : 監督佐々木康、1959年6月28日公開 - 松平伊賀守
- 『水戸黄門漫遊記 御用御用物語』 : 監督福田晴一、製作松竹京都撮影所、配給松竹、1959年7月7日公開 - 根岸丹波
- 『伝七捕物帖 幽霊飛脚』 : 監督酒井欣也、製作松竹京都撮影所、配給松竹、1959年8月2日公開 - 立花屋徳右衛門
- 『快傑黒頭巾 爆発篇』 : 監督松村昌治、1959年8月2日公開 - 吉見弥五郎
- 『富獄秘帖』 : 監督工藤栄一、1959年9月2日公開 - 天堂勘兵衛
- 『富獄秘帖 完結篇』 : 監督工藤栄一、1959年9月8日公開 - 天堂勘兵衛
- 『伴淳・アチャコのおやじ教育』 : 監督酒井欣也、製作松竹京都撮影所、配給松竹、1959年9月20日公開 - 部長
- 『百万両五十三次』 : 監督小沢茂弘、1959年10月18日公開 - 源次
- 『血太郎ひとり雲』 : 監督井沢雅彦、1959年12月9日公開 - 小笠原帯刀
- 『江戸の悪太郎』 : 監督マキノ雅弘、1959年12月13日公開 - 清吉、91分尺で現存（NFC所蔵[11]）
- 『かくれた人気者』 : 監督酒井欣也、製作松竹京都撮影所、配給松竹、1959年12月15日公開 - 梅谷常務

- 『右門捕物帖 地獄の風車』 : 監督沢島忠、1960年3月1日公開 - 京極左京、84分尺で現存（NFC所蔵[11]）
- 『次郎長血笑記 秋葉の対決』 : 監督工藤栄一、配給第二東映、1960年3月1日公開 - 矢部の虎次郎
- 『次郎長血笑記 殴り込み道中』 : 監督工藤栄一、配給第二東映、1960年3月8日公開 - 矢部の虎次郎
- 『水戸黄門漫遊記 怪魔八尺坊主』 : 監督深田金之助、配給第二東映、1960年3月22日公開 - 大沼伊勢守
- 『新吾十番勝負 第三部』 : 監督松田定次、1960年3月27日公開 - 中西源蔵
- 『蛇神魔殿』 : 監督工藤栄一、配給第二東映、1960年4月12日公開 - 五十嵐備後
- 『旗本と幡随院 男の対決』 : 監督深田金之助、1960年4月12日公開 - 松坂兵部
- 『旅の長脇差 花笠椿』 : 監督小沢茂弘、1960年6月12日公開 - 遠山
- 『親鸞』 : 監督田坂具隆、1960年6月21日公開 - 経成
- 『遊侠の剣客 片手無念流』 : 監督井沢雅彦、配給第二東映、1960年6月28日公開 - 吾八
- 『危うし! 快傑黒頭巾』 : 監督松村昌治、1960年7月24日公開 - 呉宗恵
- 『水戸黄門』 : 監督松田定次、1960年8月7日公開 - 嘉七
- 『次郎長血笑記 殴り込み荒神山』 : 監督工藤栄一、配給第二東映、1960年9月13日公開 - 都鳥の吉兵衛
- 『獄門坂の決斗』 : 監督秋元隆夫、配給第二東映、1960年9月20日公開 - 長崎屋重兵衛
- 『続 親鸞』 : 監督田坂具隆、1960年9月27日公開 - 経成、127分尺で現存（NFC所蔵[11]）
- 『地雷火組』 : 監督井沢雅彦、配給第二東映、1960年11月2日公開 - 綾小路卿
- 『遊侠の剣客 つくば太鼓』 : 監督深田金之助、配給第二東映、1960年12月13日公開 - 松永主膳、72分尺で現存（NFC所蔵[11]）
- 『水戸黄門 天下の大騒動』 : 監督深田金之助、配給第二東映、1960年12月27日公開 - 黒雲の権太

- 『お奉行さまと娘たち』 : 監督井沢雅彦、配給第二東映、1961年1月27日公開 - 榊原兵部
- 『尾張の暴れ獅子』 : 監督河野寿一、1961年2月1日公開 - 竹腰山城守
- 『柳生武芸帳 夜ざくら秘剣』 : 監督井沢雅彦、配給ニュー東映、1961年3月19日公開 - 権造
- 『夜霧の長脇差』 : 監督倉田準二、1961年3月21日公開 - 大八
- 『剣豪天狗まつり』 : 監督小沢茂弘、1961年3月21日公開 - 小野治郎右衛門
- 『鞍馬八天狗』 : 監督山崎大助、配給ニュー東映、1961年4月9日公開 - 白石
- 『さいころ奉行』 : 監督内出好吉、1961年4月18日公開 - 秋葉屋重兵衛
- 『怪人まだら頭巾』 : 監督小野登、配給ニュー東映、1961年4月21日公開 - 出島屋徳右衛門
- 『忍術使いと三人娘』 : 監督井沢雅彦、1961年5月11日公開 - 鳥取頼母
- 『忍術使いと三人娘 女狐変化』 : 監督井沢雅彦、1961年7月2日公開 - 慶庵
- 『右門捕物帖 まぼろし燈籠の女』 : 監督工藤栄一、1961年8月1日公開 - 五助
- 『気まぐれ鴉』 : 監督小野登、配給ニュー東映、1961年9月6日公開 - 沼田外記
- 『花のお江戸のやくざ姫』 : 監督工藤栄一、1961年9月13日公開 - 脇坂淡路守
- 『反逆児』（『反逆兒』[11]） : 監督伊藤大輔、1961年11月8日公開 - 生駒主水正、110分尺で現存（NFC所蔵[11]）
- 『ひばりのおしゃれ狂女』 : 監督佐々木康、1961年12月15日公開

- 『右門捕物帖 卍蜘蛛』 : 監督河野寿一、1962年1月28日公開 - 中村座座頭
- 『べらんめえ長屋 喧嘩纏』 : 監督大西秀明、1962年2月7日公開 - 不知火玄蕃
- 『八幡鳩九郎』 : 監督松村昌治、1962年2月14日公開 - 真田勘助
- 『暴れん坊一代』 : 監督河野寿一、1962年2月14日公開 - 茂平次
- 『天草四郎時貞』 : 監督大島渚、1962年3月21日公開 - 松倉重利
- 『源九郎義経』 : 監督松田定次、1962年5月16日 - 金売り吉次
- 『怪談三味線堀』 : 監督内出好吉、1962年8月4日公開 - 弥平
- 『地獄の影法師』 : 監督倉田準二、1962年11月11日公開 - 越前屋
- 『若ざくら喧嘩纏』 : 監督深田金之助、1962年11月17日公開 - 赤不動の為蔵
- 『江戸っ子長屋』 : 監督大西秀明、1962年12月1日公開 - 不知火玄蕃
- 『薩陀峠の対決』 : 監督山崎大助、1962年12月16日公開 - 良岳

- 『大暴れ五十三次』 : 監督マキノ雅弘、1963年1月23日公開 - 村雨の藤五郎、84分尺で現存（NFC所蔵[11]）
- 『伝七捕物帖 女狐小判』 : 監督大西秀明、1963年3月24日公開 - 刀屋のおやじ
- 『侍富士を走る』 : 監督井沢雅彦、1963年5月8日公開 - 青山大和守
- 『狐雁一刀流』 : 監督松村昌治、1963年5月8日公開 - 諸岡将監
- 『十七人の忍者』 : 監督長谷川安人、1963年7月7日公開 - 福山越後、99分尺で現存（NFC所蔵[11]）
- 『特別機動捜査隊』第107回『遺書』 : 監督仲木睦、東映テレビプロダクション/日本教育テレビ、テレビ映画、1963年11月13日放映
- 『月影忍法帖 二十一の眼』 : 監督倉田準二、1963年12月15日公開 - 嘉門

- 『喜劇 駅前女将』 : 監督佐伯幸三、製作東京映画、配給東宝、1964年1月15日公開 - 演吉（棟梁） [9]
- 『忍び大名』 : 監督佐々木康、1964年1月25日公開 - 役名不明、88分尺で現存（NFC所蔵[11]）
- 『くたばれ! 社用族』 : 監督秦幸三郎、製作東京映画、配給東宝、1964年4月4日公開 - 旅館の老番頭 [9]
- 『喜劇 駅前怪談』 : 監督佐伯幸三、製作東京映画、配給東宝、1964年6月11日公開 [9]
- 『徳川家康 第一部 第二部』 : 監督河野宏、日本教育テレビ、連続テレビ映画、1964年7月4日 - 1965年10月30日放映

### フリーランス
- 『われ一粒の麦なれど』 : 監督松山善三、製作東京映画、配給東宝、1964年8月18日公開 - 仁科博士
- 『花のお江戸の法界坊』 : 監督久松静児、製作東京映画、配給東宝、1965年9月5日公開 - 平助
- 『血と肉と罪と』 : 監督深田金之助、製作極東映画、配給東京企画、1965年公開 - 特別出演、80分尺で現存（NFC所蔵[11]）
- 『快楽の罠』 : 監督深田金之助、製作創作8プロダクション、配給東京興映、1967年7月11日公開